# Левкиппа (дочь Фестора)
Левкиппа (др.-греч. Λευκίππη). Дочь прорицателя Фестора. Героиня неизвестной трагедии, пересказ которой сохранился у Гигина. Когда пираты похитили её сестру Феоною и увезли в Карию, отправилась в Дельфы. По оракулу Аполлона остригла волосы и в одежде юноши-жреца стала искать их во многих странах. Когда она прибыла в Карию, Феоноя, считая её жрецом, полюбила его и захотела возлечь с ним. Левкиппа отказалась, и Феоноя приказала взятому в плен Фестору убить его. В итоге произошло всеобщее узнавание.